# POLR2E
POLR2E (англ. RNA polymerase II subunit E) – білок, який кодується однойменним геном, розташованим у людей на короткому плечі 19-ї хромосоми. Довжина поліпептидного ланцюга білка становить 210 амінокислот, а молекулярна маса — 24 551.
| 10         |  | 20         |  | 30         |  | 40         |  | 50         |
| ---------- |  | ---------- |  | ---------- |  | ---------- |  | ---------- |
| MDDEEETYRL |  | WKIRKTIMQL |  | CHDRGYLVTQ |  | DELDQTLEEF |  | KAQSGDKPSE |
| GRPRRTDLTV |  | LVAHNDDPTD |  | QMFVFFPEEP |  | KVGIKTIKVY |  | CQRMQEENIT |
| RALIVVQQGM |  | TPSAKQSLVD |  | MAPKYILEQF |  | LQQELLINIT |  | EHELVPEHVV |
| MTKEEVTELL |  | ARYKLRENQL |  | PRIQAGDPVA |  | RYFGIKRGQV |  | VKIIRPSETA |
| GRYITYRLVQ |  |            |  |            |  |            |  |            |

A: Аланін

C: Цистеїн

D: Аспарагінова кислота

E: Глутамінова кислота

F: Фенілаланін

G: Гліцин

H: Гістидин

I: Ізолейцин

K: Лізин

L: Лейцин

M: Метіонін

N: Аспарагін

P: Пролін

Q: Глутамін

R: Аргінін

S: Серин

T: Треонін

V: Валін

W: Триптофан

Задіяний у таких біологічних процесах, як взаємодія хазяїн-вірус, транскрипція, ацетилювання. 
Локалізований у ядрі.